# Gavelline večeri
Gavelline večeri su kazališni festival produkcija profesionalno vođenih hrvatskih kazališta koji se održava svake godine u GDK Gavella u razdoblju od dva tjedna.

## O festivalu
Na festivalu gledatelji mogu vidjeti najbolje predstave javnih nacionalnih i gradskih kazališta u Hrvatskoj koja s vlastitim profesionalnim ansamblom njeguju dramski repertoar, uz mogućnost sudjelovanja još tri predstave iz produkcije drugih kazališta ili kazališnih zajednica. Odabir prikazanog ovisi o izborniku, koji se mijenja svake godine. Posljednje večeri festivala prosudbeno povjerenstvo, sastavljeno od eminentnih hrvatskih kazališnih djelatnika, izabire najbolju predstavu te joj dodjeljuje nagradu, nazvanu po osnivaču teatra u Frankopanskoj, Branku Gavelli.

## Povijest
Gavelline večeri prvi put su organizirane 1973. godine, a do 1991. su se održale 19 puta, nakon čega su ugašene, ponajviše zbog ratnih okolnosti u kojima se Hrvatska tada zatekla. Nakon četrnaestogodišnje stanke, u listopadu 2005. održale su se revitalizirane, jubilarne 20. Gavelline večeri.
Godine 2014. dolazi do promjena u koncepciji festivala. U glavni program uvode se predstave iz inozemstva, a povećava se broj nagrada. Nova, treća faza ovog festivala tako započinje 29. Gavellinim večerima.

## Nagrađene predstave
- 2005.

Izbornik festivala: Boris B. Hrovat

Žiri: Vanja Drach, Sibila Petlevski, Dora Ruždjak Podolski, Željka Turčinović i Tomislav Zajec.

Nagrađena predstava: Edmond Rostand: Cyrano de Bergerac, režija: Zlatko Sviben, HNK Osijek
- 2006.

Izbornik festivala: Zoran Mužić

Žiri: Marija Kohn, Gordana Ostović, Tajana Gašparović, Zlatko Sviben i Hrvoje Ivanković.

Nagrađena predstava: Rene Medvešek: Vrata do, režija: Rene Medvešek, ZKM, Zagreb
- 2007.

Izbornica festivala: Željka Turčinović

Žiri: Neva Rošić, Tanja Lacko, Helena Braut, Mario Kovač i Lada Martinac Kralj.

Nagrađena predstava: Anton Pavlovič Čehov: Ujak Vanja, režija: Mateja Koležnik, HNK Split
- 2008.

Izbornica festivala: Snježana Banović

Žiri: Jasna Bilušić, Helena Braut, Tonko Lonza, Pavo Marinković i Ivo Knezović.

Nagrađena predstava: William Shakespeare: San Ivanjske noći (predstava), režija: Aleksandar Popovski, GDK Gavella, Zagreb
- 2009.

Izbornica festivala: Tajana Gašparović

Žiri: Špiro Guberina, Helena Braut, Marijana Fumić, Franka Perković i Mirjana Zagorec.

Nagrađena predstava: Nina Mitrović/Filip Šovagović/Igor Rajki/Ivan Vidić/Damir Karakaš: Zagrebački pentagram, režija: Paolo Magelli, ZKM, Zagreb
- 2010.

Izbornica festivala: Lada Martinac Kralj

Žiri: Asja Jovanović, Dario Harjaček, Helena Braut, Frano Đurović i Pavlica Bajsić.

Nagrađena predstava: Zdenko Mesarić: Garaža, režija: Ivica Buljan, ZKM, Zagreb
- 2011.

Izbornik festivala: Tomislav Zajec

Žiri: Inge Appelt, Saša Božić i Ivor Martinić.

Nagrađena predstava: Oliver Frljić: Mrzim istinu!, režija: Oliver Frljić, Teatar &TD, Zagreb
- 2012.

Izbornik festivala: Tomislav Zajec

Žiri: Dubravka Ostojić, Lada Čale Feldman i Aida Bukvić.

Nagrađena predstava: Fjodor Mihajlovič Dostojevski: Idiot, režija: Ivan Popovski, ZKM, Zagreb
- 2013.

Izbornik festivala: Boris Svrtan

Žiri: Helena Buljan, Ivan Leo Lemo i Ana Prolić.

Nagrađena predstava: Voltaire: Candide ili optimizam, režija: Krešimir Dolenčić, GDK Gavella, Zagreb

- 2014.

Izbornica festivala: Nataša Govedić

Žiri: Mira Muhoberac, Goran Grgić i Samo M. Strelec.

Najbolja predstava festivala: Franz Kafka: Amerika, režija: Janusz Kica, GDK Gavella/HNK Ivana pl. Zajca, Rijeka

Najbolja hrvatska predstava: Franz Kafka: Amerika, režija: Janusz Kica, GDK Gavella/HNK Ivana pl. Zajca, Rijeka

Najbolji redatelj: Janusz Kica (Franz Kafka: Amerika, GDK Gavella/HNK Ivana pl. Zajca, Rijeka)

Najbolji glumac: Živko Anočić (Franz Kafka: Amerika, režija: Janusz Kica, GDK Gavella/HNK Ivana pl. Zajca, Rijeka)

Najbolja glumica: Nina Ivanišin (Rudi Šeligo: Svadba, režija: Jernej Lorenci, Slovensko narodno gledališče Drama Ljubljana)

- 2015.

Izbornici festivala: Sonja Kovačić, Dubravko Mihanović, Boris Svrtan

Žiri: Dora Delbianco, Siniša Popović i Igor Vuk Torbica.

Najbolja predstava festivala: Henrik Ibsen: Hedda Gabler, režija: Mateja Koležnik, Slovensko narodno gledališče Maribor, Slovenija

Najbolji redatelj: Mateja Koležnik (Henrik Ibsen: Hedda Gabler, Slovensko narodno gledališče Maribor, Slovenija) i Renata Carola Gatica (Jazmín Sequeira i Luciano Delprator: #radninaslovantigona, ZKM) 

Najbolji glumac: Ermin Sijamija (Goran Stefanovski: Divlje meso, režija: Dino Mustafić, Narodno pozorište Sarajevo)

Najbolja glumica: Anja Šovagović Despot (Tracy Letts: Kolovoz u okrugu Osage, režija: Slađana Kilibarda, GDK Gavella)

- 2016.

Izbornici festivala: Sonja Kovačić, Dubravko Mihanović, Boris Svrtan

Žiri: Linda Begonja, Vito Taufer i Tomislav Zajec.

Najbolja predstava festivala: Ernst Toller: Hinkemann, režija: Igor Vuk Torbica, ZKM, Zagreb

Najbolji redatelj: Igor Vuk Torbica (Ernst Toller: Hinkemann, ZKM, Zagreb) 

Najbolji glumac: Ozren Grabarić (Ernst Toller: Hinkemann, režija: Igor Vuk Torbica, ZKM, Zagreb i Kay Pollak: Kao na nebu, režija: Rene Medvešek, GDK Gavella)

Najbolja glumica: Jana Zupančič (Tena Štivičić: Tri zime, režija: Barbara Hieng Samobor, Mestno gledališče ljubljansko) 

- 2017.

Izbornici festivala: Sonja Kovačić, Hrvoje Klobučar, Boris Svrtan

Žiri: Ivana Buljan Legati, Damir Karakaš i Sebastijan Horvat

Najbolja predstava festivala: Euripid: Medeja, režija: Oliver Frljić, Slovensko narodno gledališče Maribor, Maribor

Najbolji redatelj: Dora Ruždjak Podolski (Kristijan Novak: Črna mati zemla, ZKM, Zagreb) 

Najbolji glumac: Siniša Popović (Mate Matišić: Ljudi od voska, režija: Janusz Kica, HNK Zagreb, Zagreb)

Najbolja glumica: Nataša Matjašec Rošker (Euripid: Medeja, režija: Oliver Frljić, Slovensko narodno gledališče Maribor) 

- 2018.

Izbornici festivala: Sonja Kovačić, Hrvoje Klobučar, Boris Svrtan

Žiri: Branka Cvitković, Dino Pešut i Marina Pejnović

Najbolja predstava festivala: William Shakespeare: Kroćenje goropadnice, režija: Ivan Plazibat, HNK Split, Split

Najbolji redatelj: Ivan Plazibat (William Shakespeare: Kroćenje goropadnice, HNK Split, Split) 

Najbolji glumac: Rakan Rushaidat (William Shakespeare: Tit Adronik, režija: Igor Vuk Torbica, ZKM, Zagreb)

Najbolja glumica: Tena Nemet Brankov (Joël Pommerat: Ponovno ujedinjenje dviju Koreja, režija: Paolo Magelli, GDK Gavella) 

- 2019.

Izbornici festivala: Sonja Kovačić, Dražen Ferenčina, Enes Vejzović

Žiri: Biserka Ipša, Anica Tomić i Gea Vlahović

Najbolja predstava festivala: Dragoslav Mihailović: Petrijin venac, režija: Boban Skerlić, Atelje 212, Beograd

Najbolji redatelj: Bobo Jelčić (Anton Pavlovič Čehov: Tri sestre, HNK Zagreb) 

Najbolji glumac: Emir Hadžihafizbegović (po romanu Abdulaha Sidrana: Sjećaš li se Doli Bel, režija: Kokan Mladenović, Kamerni teatar 55, Sarajevo)

Najbolja glumica: Nataša Matjašec Rošker (Ivor Martinić po motivima filma Luchina Viscontia: Sumrak bogova, režija: Dalibor Matanić, Slovensko narodno gledališće Maribor), 

## Vanjske poveznice
- Službena stranica